# Кушербаев, Елеу
Елеу Кушербаев — советский хозяйственный, государственный и политический деятель.

## Биография
Родился в 1929 году в селе Шижага. Член КПСС. Происходит из подрода жакайым рода шекты племени Алимулы, .
С 1943 года — на хозяйственной, общественной и политической работе. В 1943—1991 гг. — учитель начальной школы, директор средней школы, заведующий отделом Казалинского райкома партии, редактор районной газеты «Социалистик жол», слушатель ВПШ, второй секретарь Казалинского райкома партии, второй секретарь Сырдарьинского райкома партии, председатель Теренозекского райисполкома, председатель Сырартинского райисполкома, заместитель председателя Кзыл-Ординского облисполкома, первый секретарь Кармакчинского райкома партии, первый секретарь
Казалинского райкома КП Казахстана, председатель Казалинского райсовета.
Делегат XXVII съезда КПСС.
Умер в Кзылорде в 1993 году.
Сын Крымбек — глава Кзылординской области в 2013—2019 гг.